# ستانلي راسيل
ستانلي راسيل (بالإنجليزية: Stanley Russell)‏ هو سياسي نيوزلندي، ولد في 26 مارس 1906 في كرايستشرش في نيوزيلندا، وتوفي في 29 نوفمبر 2005 في نيلسون في نيوزيلندا.